# Озіні
Озіні (італ. Osini, сард. Osini) — муніципалітет в Італії, у регіоні Сардинія,  провінція Ольястра.
Озіні розташоване на відстані близько 350 км на південний захід від Рима, 75 км на північний схід від Кальярі, 19 км на південний захід від Тортолі, 9 км на південний захід від Ланузеі.

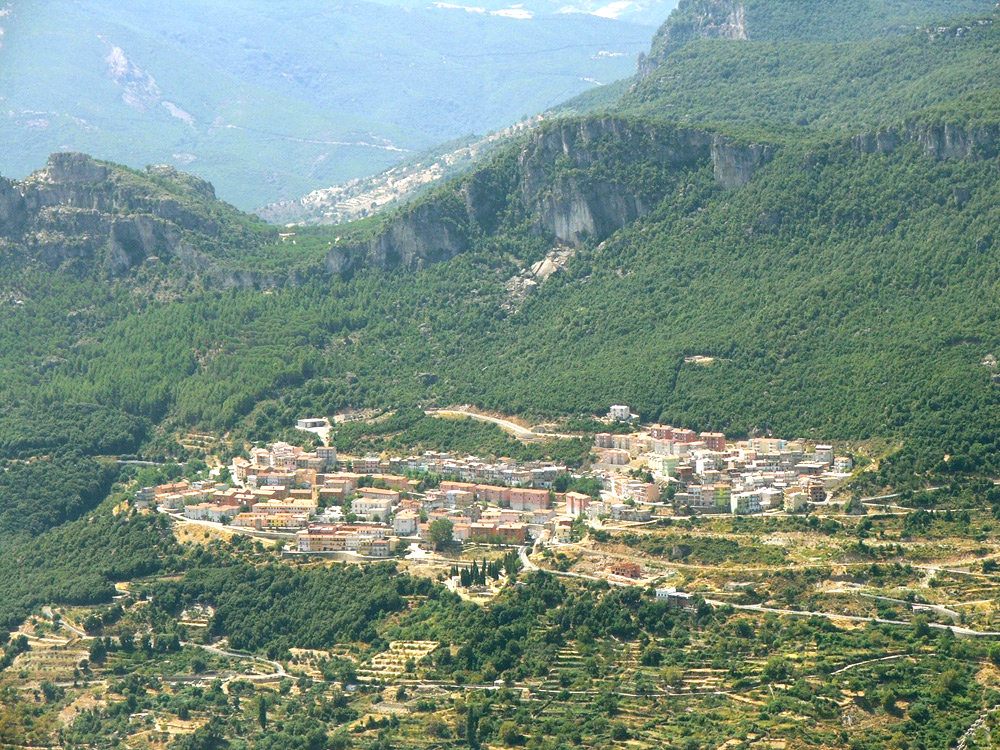

Населення — 823 особи (2014).
Покровитель — святий Юрій.

## Демографія
Населення за роками:

Станом на 1 січня 2023 року в муніципалітеті офіційно проживало 20 іноземців з 6 країн, серед них 16 громадян країн Євросоюзу.

## Сусідні муніципалітети
- Кардеду
- Гаїро
- Єрцу
- Ланузеі
- Лочері
- Тертенія
- Улассаї
- Уссассаї